# Syzygium acutangulum
Syzygium acutangulum är en myrtenväxtart som beskrevs av Franz Josef Niedenzu. Syzygium acutangulum ingår i släktet Syzygium och familjen myrtenväxter. Inga underarter finns listade i Catalogue of Life.